# تورال أباسوف
تورال أباسوف (مواليد 25 أبريل 1990) هو سبّاح أذربيجاني، مثّل بلاده في الألعاب الأولمبية الصيفية 2008.

## روابط خارجية
تورال أباسوف على موقع الاتحاد الدولي للسباحة (الإنجليزية)
- تورال أباسوف على موقع اللجنة الأولمبية الدولية (الإنجليزية)
- تورال أباسوف على موقع أوليمبيديا (الإنجليزية)